# Per Andersson i Fragg
Per Andersson (i riksdagen kallad Andersson i Fragg), född 27 augusti 1827 i Karbenning, Västmanlands län, död 13 april 1898 i Norberg, var en svensk hemmansägare och riksdagsman.
Andersson var ägare till hemmanet Fragg i Norbergs församling, Västmanlands län. Han var även politiker och ledamot av riksdagens andra kammare. I riksdagen skrev han en egen motion om anslag till en statlig järnväg från Uppsalabanan genom Västmanland till Smedjebacken.